# 全球网络导航器
全球网络导航器（英語：Global Network Navigator，簡稱GNN）是第一個商業網路出版也是第一個提供點擊式廣告的網站。GNN於1993年5月推出，是O'Reilly Media技術出版公司的一個計畫，後來被稱為O'Reilly & Associates。1995年6月，GNN被出售給AOL。1996年12月，GNN被關閉，所有的使用者被導入AOL的撥號服務中。